# Сент-Амаду
Сент-Амаду́ (фр. Saint-Amadou) — коммуна во Франции, находится в регионе Юг — Пиренеи. Департамент коммуны — Арьеж. Входит в состав кантона Восточный Памье. Округ коммуны — Памье.
Код INSEE коммуны — 09254.

## Население
Население коммуны на 2008 год составляло 227 человек.
| 1962 | 1968 | 1975 | 1982 | 1990 | 1999 | 2008 | 2009 |
| ---- | ---- | ---- | ---- | ---- | ---- | ---- | ---- |
| 198  | 215  | 166  | 156  | 189  | 215  | 227  | 225  |

## Экономика
В 2007 году среди 150 человек в трудоспособном возрасте (15—64 лет) 112 были экономически активными, 38 — неактивными (показатель активности — 74,7 %, в 1999 году было 69,3 %). Из 112 активных работали 106 человек (60 мужчин и 46 женщин), безработных было 6 (3 мужчины и 3 женщины). Среди 38 неактивных 16 человек были учениками или студентами, 12 — пенсионерами, 10 были неактивными по другим причинам.

## Достопримечательности
- Церкви XIII и XVIII веков
- Крытая прачечная и фонтан, 1897

## Фотогалерея

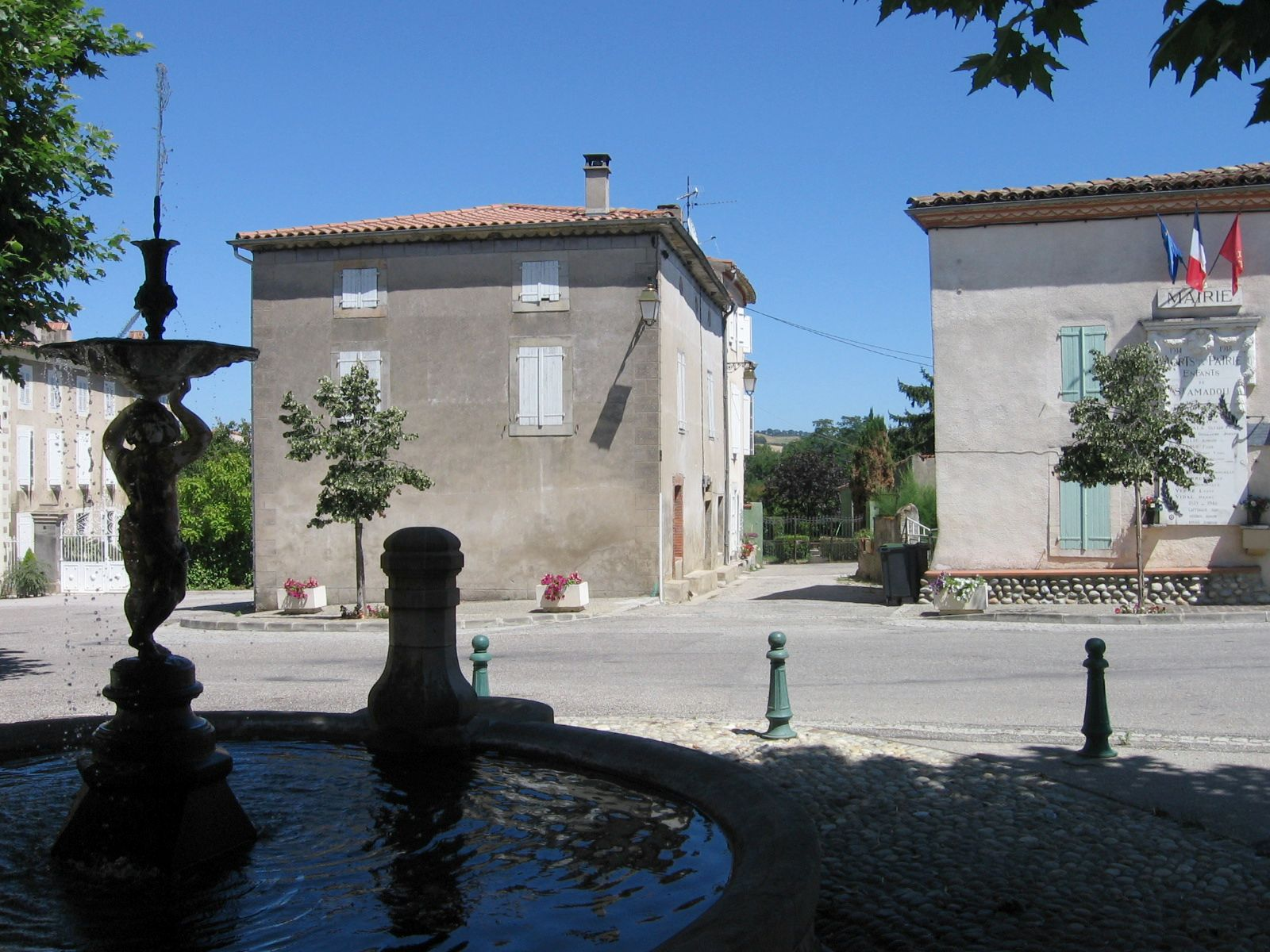
Центр Сент-Амаду
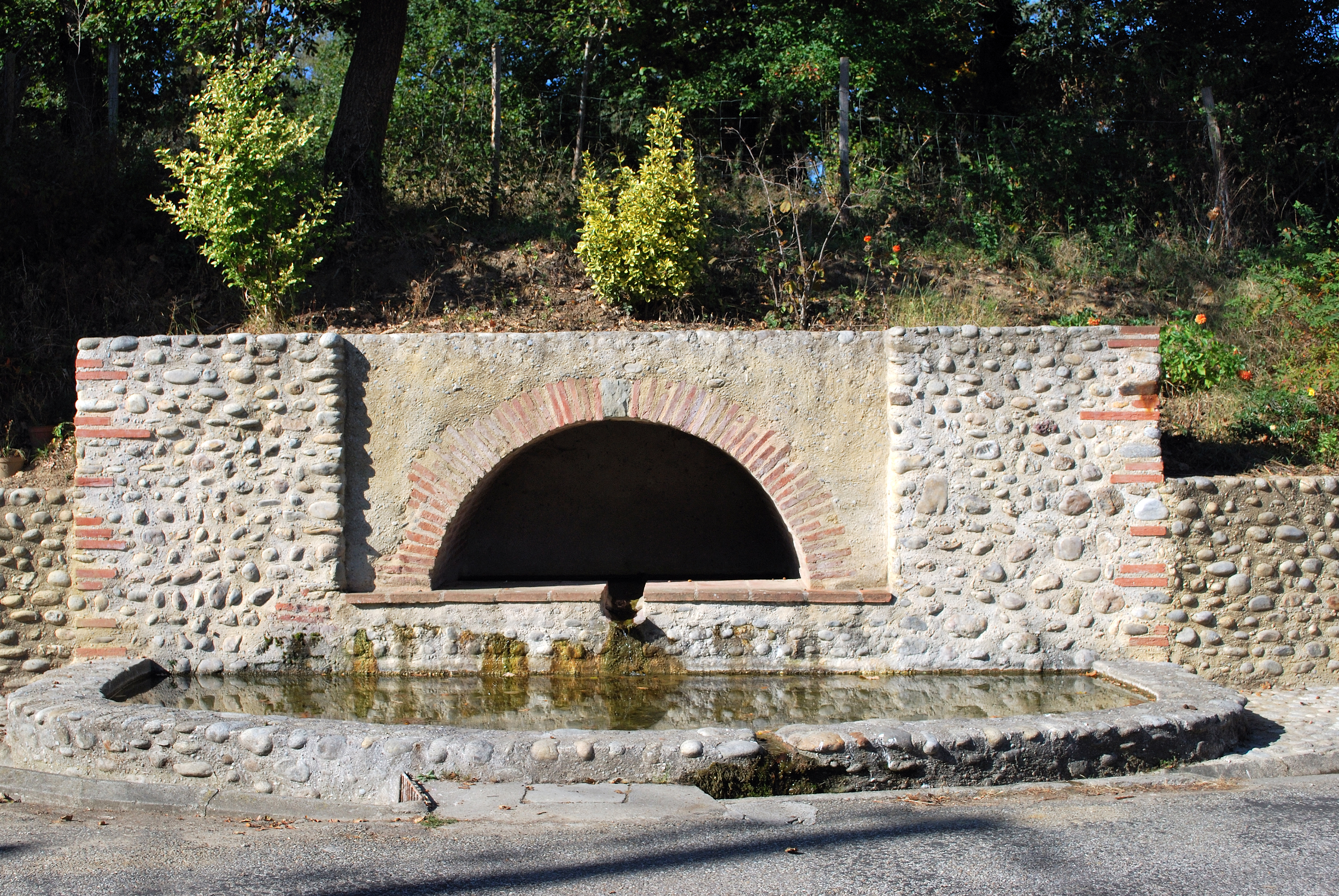
Бювет
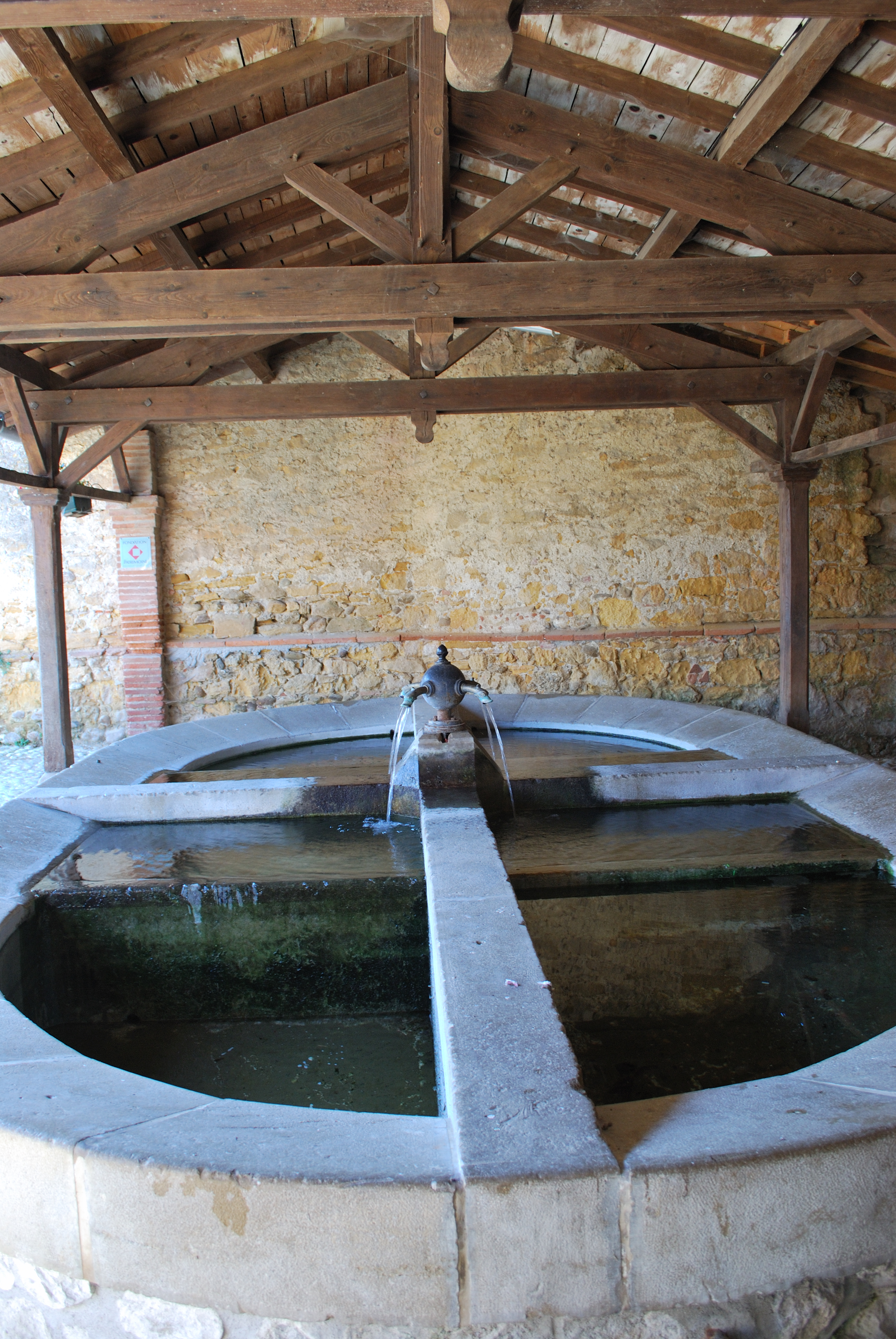
Крытая прачечная